# آكلات العسل
آكلات العسل (الاسم العلمي: Meliphagidae) هي فصيلة من الطيور تتبع رتبة العصفوريات من طائفة الطيور. وهي فصيلة كبيرة من الطيور ذات الأحجام الصغيرة والمتوسطة، وهي شائعة في أستراليا وغينيا الجديدة، وموجودة في نيوزلندا وجزر المحيط الهادي كجزيرة ساموا وجزيرة تونغا، وكذلك في الجزر الموجودة شمال وغرب غينيا الجديدة.
تضم فصيلة آكلي العسل 182 نوعا فرعيا في 42 نوعا رئيسيا، نصفها تقريبا يعود أصله إلى أستراليا، والباقي إلى غينيا الجديدة، يشبه شكل وتصرف آكلي العسل غيرهم من العصفوريات التي تتغذى على الرحيق، وتعتبر طريقة تغذي آكلي العسل مهمة جدا للنباتات، فهي تساعد على تلقيح كثير من النباتات الأسترالية، كما تعتبر هذه الطيور مهمة في نيوزلندا ومناطق أخرى.

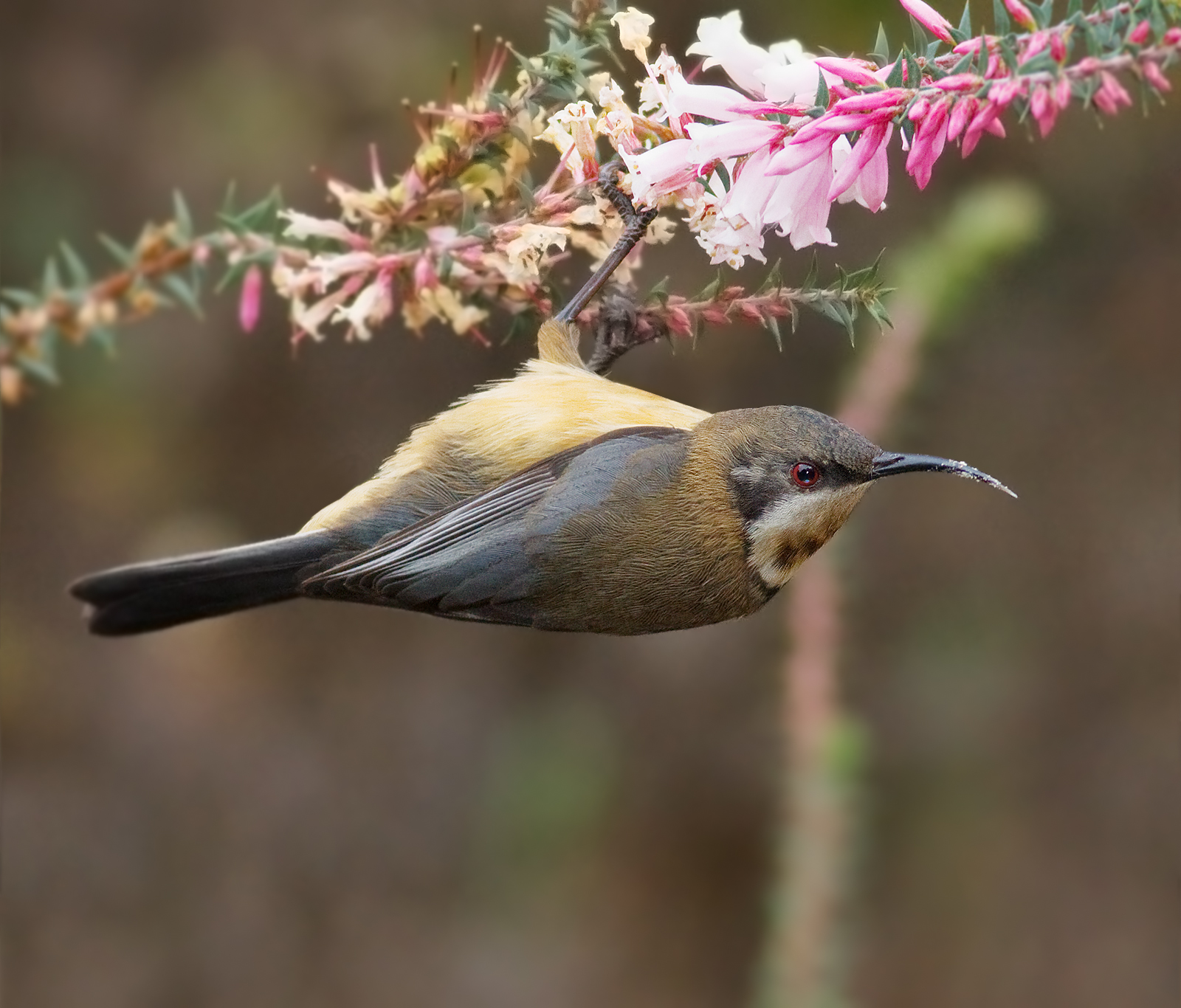
آكل عسل يتناول رحيق الأزهار.

## أجناس
- آكل العسل
- المغبب